# ميتشيل وايت
ميتشيل وايت (بالإنجليزية: Mitchell White)‏ هو لاعب كرة قدم كندية أمريكي، ولد في 30 مارس 1990 في ليفونيا في الولايات المتحدة.